# カーター記念黒部名水マラソン
カーター記念黒部名水マラソン（カーターきねんくろべめいすいマラソン）は、富山県黒部市で毎年5月に開催されている市民参加型の長距離走大会（市民マラソン）である。1984年創設。

## 概要
1984年、アメリカ合衆国第39代大統領ジミー・カーターがYKK創設50周年の行事で黒部市訪問の際に、来市を記念して宮野運動公園で開催されたジョギング大会が始まりとなっている。
フルマラソンのほかに、10km、5km、3km、車いす、ジョギングの種目がある。フルマラソンの定員は6,000人である。
フルマラソンのコースは、日本陸上競技連盟公認コースである。

## 歴史
第1回は、宮野運動公園陸上競技場をスタート、ゴールとして「第1回ジョギング大会」の名の下に開催された。
1993年に、第10回大会を記念し、日本陸連公認黒部名水マラソンコースにコースを変更し、大会名を「カーター記念黒部名水ロードレース」に改称。当時はハーフマラソンであった。
2014年からフルマラソンとして開催。大会名を現在の「カーター記念黒部名水マラソン」に改称した。2020年と2021年は新型コロナウイルスの感染防止の観点から中止となった。

## コース
ここではフルマラソンのコースを記載する。その他のコースは、公式サイトのコースMAPを参照。
フルマラソン
黒部市総合公園（スタート） → 生地駅 → （この区間はあいの風とやま鉄道線に沿って走る） → 黒部駅（ここから折り返しまではほぼ富山地方鉄道本線に沿って走る） → 黒部市民病院（10km） → 黒部市立桜井中学校（15km） → 黒部宇奈月温泉駅 → 黒部市立宇奈月中学校（折り返し） → （黒部大橋） → （四十八ヶ瀬大橋） → （下黒部橋） → 生地中橋 → 黒部市総合公園（ゴール）
スタート後しばらくは、海抜0mに近い海岸近くの平地を進むが、その後黒部川扇状地の扇頂部に向かって登りが続き、扇頂部付近の海抜約120mのコース最高地点で折り返すと、黒部川沿いの扇状地を一気に駆け下り、終盤は海岸線沿いの平地を進みゴールとなるコースである。

## 運営
- 主催 - 黒部市、黒部市体育協会、カーター記念黒部名水マラソン実行委員会、富山陸上競技協会
- 共催 - 黒部市教育委員会、YKK、読売新聞社[5]（読売新聞北陸支社）、報知新聞社[6]
- 主管 - 黒部市陸上競技協会、カーター記念黒部名水マラソン実行委員会事務局

## 表彰

### フルマラソン
- 総合男女各1 - 8位を表彰
- 年代別男女1 - 3名を表彰（29才以下、30代、40代、50代、60代、70才以上）

### その他種目
- （男女）1位 - 8位表彰 ※ジョギングの部は表彰なし。

## 優勝者
-数字- は優勝回数、 記録 は（当時の）大会記録。
|    | 開催日 | 男子選手                   | 記録          | 女子選手           | 記録          |
| -- | ------ | -------------------------- | ------------- | ------------------ | ------------- |
| 31 | 2014年 | 小澤信 (JPN)               | 2時間27分39秒 | 土屋直子 (JPN)     | 3時間02分19秒 |
| 32 | 2015年 | 川内優輝 (JPN)             | 2時間17分58秒 | 野尻あずさ (JPN)   | 2時間44分56秒 |
| 33 | 2016年 | セルオド・バトオチル (MNG) | 2時間17分36秒 | 上野映子 (JPN)     | 2時間55分28秒 |
| 34 | 2017年 | 末上哲平 (JPN)             | 2時間23分49秒 | 大峽英里 (JPN)     | 2時間52分49秒 |
| 35 | 2018年 | 坂本智史 (JPN)             | 2時間19分53秒 | 大峽英里 (JPN) -2- | 2時間52分21秒 |
| 36 | 2019年 | 細森大輔 (JPN)             | 2時間23分09秒 | 澤畠朋美 (JPN)     | 2時間43分19秒 |
| 39 | 2022年 | 安藤貴信 (JPN)             | 2時間22分44秒 | 澤畠朋美 (JPN) -2- | 2時間38分27秒 |